# 大月町
大月町（日语：／ Ōtsuki chō）是位於日本高知縣西南端的町，隸屬於幡多郡。北邊與宿毛市接壤，東臨土佐清水市，西邊面向豐後水道及宿毛灣，南邊則面向太平洋。境內約78%的面積被森林覆蓋，沿海地區則位於足摺宇和海國立公園的範圍內。國道321號通過町內的城鎮中心。

## 地理
境內山岳較少，多為平坦的丘陵地。大月町的海岸線在南海海槽特大地震的預測報告中，為高達12公尺的海嘯預警地。

### 氣候
大月町整體氣候溫暖多雨，但夏季與冬季會受到颱風與季風的的影響。

## 人口
| 大月町人口分布圖 |                                               |  |
| 大月町與日本全國年齡別人口分布比較圖 （2005年資料） | 大月町的年齡、男女別人口分布圖 （2005年資料） |  |
| ■紫色是大月町 ■綠色是全国 | ■藍色是男性 ■紅色是女性                       |  |
| 大月町人口變化 \| 1970年 \| 9,341人 \| \| \| 1975年 \| 8,873人 \| \| \| 1980年 \| 8,865人 \| \| \| 1985年 \| 8,596人 \| \| \| 1990年 \| 7,941人 \| \| \| 1995年 \| 7,422人 \| \| \| 2000年 \| 6,956人 \| \| \| 2005年 \| 6,437人 \| \| \| 2010年 \| 5,783人 \| \| \| 2015年 \| 5,095人 \| \| \| 2020年 \| 4,434人 \| \| |                                               |  |
| 資料來源：日本總務省統計中心提供之人口普查數據 |                                               |  |
| 1970年 | 9,341人                                       |  |
| 1975年 | 8,873人                                       |  |
| 1980年 | 8,865人                                       |  |
| 1985年 | 8,596人                                       |  |
| 1990年 | 7,941人                                       |  |
| 1995年 | 7,422人                                       |  |
| 2000年 | 6,956人                                       |  |
| 2005年 | 6,437人                                       |  |
| 2010年 | 5,783人                                       |  |
| 2015年 | 5,095人                                       |  |
| 2020年 | 4,434人                                       |  |

## 歷史
1889年日本實施町村制時，現在的轄區在當時分屬幡多郡奧內村和月灘村，其中奧內村在1951年改制並改名為為大內町，1957年大内町和月灘村合併為大月町。（4町5村）

### 變遷表
| 1889年4月1日 | 1889年 - 1926年 | 1926年 - 1954年      | 1955年 - 1989年      | 1989年 - 現在        | 現在                 |
| ------------ | --------------- | -------------------- | -------------------- | -------------------- | -------------------- |
| 奧內村       | 奧內村          | 1951年11月3日 大內町 | 1957年2月11日 大月町 | 1957年2月11日 大月町 | 1957年2月11日 大月町 |
| 月灘村       |                 |                      | 1957年2月11日 大月町 | 1957年2月11日 大月町 | 1957年2月11日 大月町 |

## 市政
現任村長為岡田順一。

## 產業
當地以農業與漁業等第一級產業為主。

## 交通
轄內無鐵路通過，距離最近的鐵路車站為位於宿毛市的宿毛車站。主要連衛道路則是國道231號。

## 本地出身人物
- 大江卓：曾任第一屆日本眾議院議員、企業家
- 依光好秋：曾任日本眾議院議員
- 河野博文：職業棒球選手
- 藤本茂喜：職業棒球選手
- 二神一人：職業棒球選手

## 外部連結
- （日語） YouTube上的高知県大月町頻道
- （日語） 大月町觀光情報 （页面存档备份，存于）
- （日語） 大月町觀光協會 （页面存档备份，存于）